# Białynia (Głodowo)
Białynia (Białuń, kaszb. Biôłuń) – część wsi Głodowo, w Polsce, w województwie pomorskim, w powiecie bytowskim, w gminie Miastko.
Osada kaszubska położona na Pojezierzu Bytowskim, w pobliżu północnozachodniej granicy regionu Kaszub zwanego Gochami, pomiędzy jeziorami Bluj i Kołoleż, nad rzeką Wieprzą, przy trasie nieistniejącej już linii kolejowej Bytów-Miastko (obecnie trasa rowerowa).
W latach 1975–1998 miejscowość należała administracyjnie do województwa słupskiego.